# SS Sturmbrigade RONA

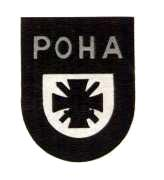
Emblema de la Brigada Kaminski.

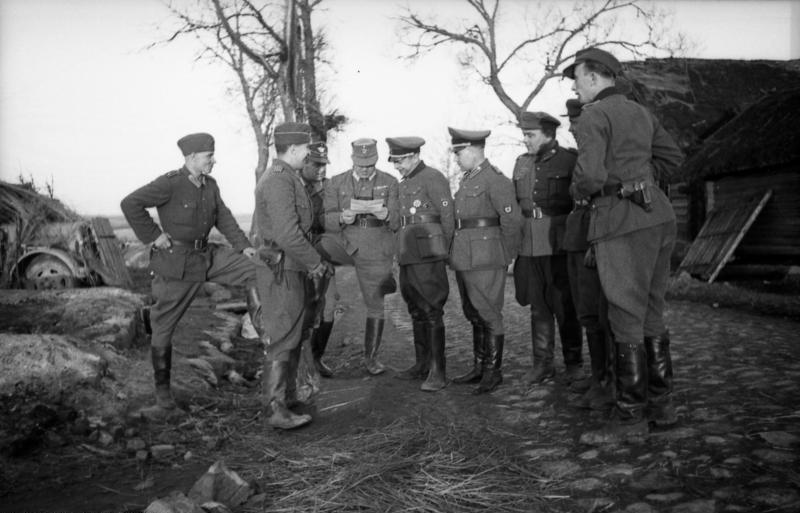
Miembros de la brigada Kaminski (1944)

La SS Sturmbrigade RONA (Русская Oсвободительная Народная Армия o Ejército Popular de Liberación Ruso, también conocida como Brigada Kaminski), fue una unidad de combate antipartisana compuesta por elementos de la llamada Autonomía de Lókot, un territorio en las zonas ocupadas por la Alemania nazi a la RSFS de Rusia durante la Segunda Guerra Mundial.
Apareció por primera vez a finales de 1941 como policía auxiliar, contando inicialmente con 200 miembros. A mediados de 1943, su número había aumentado entre 10 000 y 12 000 mil hombres equipados con tanques soviéticos y artillería capturadas. El comandante de la unidad, Bronislav Kaminski la llamó Ejército Popular de Liberación Ruso (Rússkaya Osvobodítelnaya Naródnaya Ármiya, RONA).
Después de la Operación Ciudadela el personal de la RONA se retiró a Bielorrusia, a Vítebsk, donde participaron en la lucha contra los partisanos soviéticos cometiendo numerosas atrocidades contra la población civil. En marzo de 1944, la unidad fue renombrada durante un breve periodo de tiempo como Volksheer-Brigade Kaminski, antes de que fuera encuadrada dentro de las Waffen-SS en junio de 1944. Con su incorporación a la Waffen-SS, la brigada fue renombrado como Waffen Sturmbrigade RONA y a Kaminski se le dio el rango de Waffen Brigadeführer der SS (el único con tal rango) dentro de la Waffen SS.
Después de la Operación Bagratión, el RONA se retiró hacia el oeste, y a finales de julio de 1944, los restos de la unidad Kaminski (entre 3000 y 4000 hombres, aunque algunas fuentes estiman entre 6000 y 7000) se agruparon en el campamento de entrenamiento de las SS Neuhammer. Sobre la base de la unidad Kaminski, los mandos de las SS planearon la creación de la 29.ª Waffen-Grenadier-Division der SS (Russische nº1). Sin embargo, el Alzamiento de Varsovia comenzó el mismo día de la firma de la orden para la creación de la división de Himmler. La formación de la división nunca se llevó a cabo y parte de la Brigada RONA fue enviada a Varsovia, donde la unidad participó nuevamente en la comisión de numerosos crímenes de guerra.
El 18 de agosto de 1944, Bronislav Kaminski fue asesinado. Según diversas fuentes, o bien un tribunal de las SS lo declaró culpable o fue simplemente ejecutado por la Gestapo.
El 27 de agosto, la unidad fue trasladada a las afueras de Varsovia debido a que sus hombres eran demasiado indisciplinados y poco fiables. Tras haber sufrido grandes pérdidas, los restantes miembros de la brigada fueron trasladados más hacia el oeste, donde se utilizaron los restos de la brigada contra los partisanos eslovacos. A finales de octubre de 1944, la brigada fue disuelta y el resto del personal absorbido por el Ejército de Liberación Ruso del general Andréi Vlásov.

## Historia

### Rusia
En octubre de 1941, el avance militar de la Alemania nazi en la Unión Soviética alcanzó el área de Lókot, cerca de la ciudad de Briansk la cual tomó el 6 de octubre de 1941. En noviembre de 1941, un ingeniero de la planta local de alcohol, Bronislav Kaminski, y un profesor de la escuela técnica local, Konstantín Voskobóinik, contactaron con la administración militar alemana con una propuestas para ayudarles a establecer una administración civil y un cuerpo de policía local. El área Lókot era, antes del comienzo de la guerra, un lugar destinado al encarcelamiento de personas con la prohibición de regresar a sus hogares anteriores en las principales ciudades de la Unión Soviética, como era el caso del propio Kaminski.
Voskobóinik fue nombrado por los alemanes como Stárosta del "Vólost de Lókot" y jefe de la unidad de la milicia local.
Inicialmente, la milicia encabezada por Voskobóinik no superaba los 200 hombres, y tenía como misión ayudar a los alemanes en la realización de sus diferentes actividades, que incluían asesinatos de civiles leales a las autoridades soviéticas, o acusados de serlo, y de partisanos soviéticos. En enero de 1942, el número de milicianos se incrementó a 400 o 500.
Durante un ataque partisano ordenado por Aleksandr Sabúrov el 8 de enero de 1942, Voskobóinik fue herido de muerte. Tras su muerte, Kaminski tomó el mando y amplió la milicia.
En cooperación con las fuerzas alemanas, la milicia comenzó sus operaciones anti partisanas y en la primavera de 1942, su número aumentó a 1.400 efectivos armados. El número estimado de partisanos soviéticos en esta zona era de unos 20 000, controlando casi toda el área de retaguardia de la zona de operaciones del Grupo de Ejércitos Centro.
A mediados de marzo de 1942, el representante de Kaminski aseguró al Segundo Ejército Panzer alemán en Oriol que la unidad de Kaminski estaba "dispuesta a luchar activamente contra la guerrilla", así como a llevar a cabo una campaña de propaganda en contra los "judeo-bolcheviques" y partisanos soviéticos. Poco después, el comandante del 2 º Ejército Generaloberst Rudolf Schmidt nombró a Kaminski alcalde del Área de Retaguardia del Ejército 532, con su centro en la ciudad de Lókot. El 19 de julio de 1942, después de la aprobación del comandante del Grupo de Ejércitos Centro, el Mariscal de Campo Günther von Kluge, Schmidt y el comandante del Área 532 Volksdeutsche, Kaminski recibieron cierto grado de autonomía y nominalmente autogobierno bajo la supervisión del comandante Von Veltheim y el coronel Rübsam.
Kaminski fue nombrado jefe principal de la Administración Autónoma de Lókot (que comprende ocho raiónes) y comandante de la brigada de milicia local.
A partir de junio de 1942, la milicia de Kaminski participó en la denominada Operación Vogelsang como parte del Kampfgruppe (grupo de trabajo) Gilsa II comandado por el Generalleutnant Werner Freiherr von und zu Gilsa. Este Kampfgruppe incluyó un regimiento Panzer de la 5.ª División Panzer, elementos de la 216.ª División de Infantería, la milicia de Kaminski y elementos de la 102.ª División Ligera húngara y de la 108.ª División Ligera. La milicia actuaron como guías, exploradores y traductores, permanecieron encuadrados en el Kampfgruppe Gilsa II hasta que se disolvió en octubre de 1942. Los resultados oficiales de esta operación, la primera de envergadura en la que participaron las tropas de Kaminski, fueron 1.193 presuntos guerrilleros muertos, 1.400 heridos, 498 capturados, 12 531 civiles "evacuados". El Kampfgruppe sufrió 58 muertos y 130 heridos de una fuerza de más de 6.500.

### Ejército de Liberación Nacional de Rusia

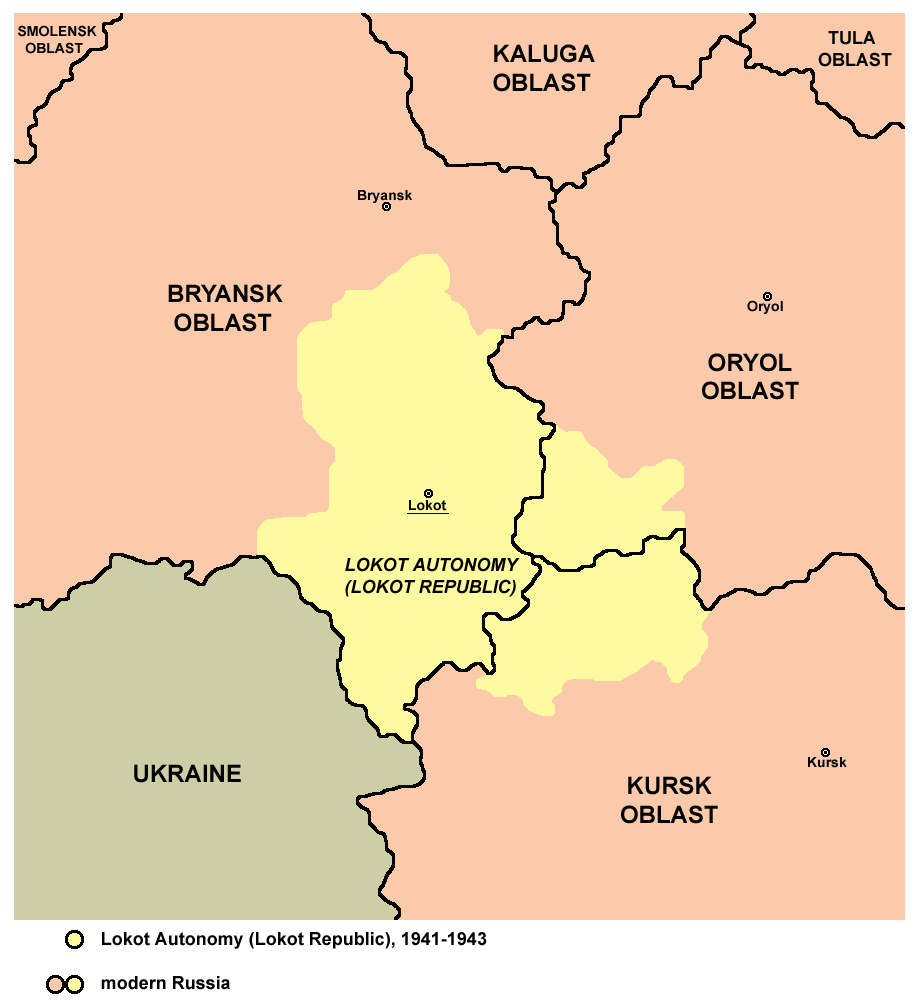
Autonomía de Lókot (1941-1943)

Kaminski decidió dar a su milicia un título oficial. Se decidió por Ejército Ruso de Liberación Nacional (Rússkaya Osvobodítelnaya Naródnaya Ármiya, RONA). En el otoño de 1942, Kaminski ordenó el reclutamiento obligatorio en la milicia de todos los hombres sanos. Las unidades también se reforzaron a partir de los "voluntarios" reclutados entre los prisioneros de guerra soviéticos en los campos de concentración nazis cercanos. De 1941 en adelante, debido a la falta de combustible y fallos mecánicos menores, la unidad de Kaminski recibió la orden de recoger los tanques soviéticos abandonados y vehículos blindados y, antes de noviembre de 1942, su unidad contaba con, al menos, dos tanques ligeros BT-7 y una pieza de artillería de 76 mm.
Debido a la falta de uniformes militares y botas (algunas unidades directamente no disponían de calzado), los alemanes les proporcionaron uniformes usados aunque solo en cantidad suficiente para cuatro batallones.
A finales de 1942, la milicia de la Autonomía de Lókot se había ampliado al tamaño de una brigada, con cerca de 8.000 hombres armados. Desde 19 de noviembre de 1942 hasta diciembre de 1942, Lókot se encontraba bajo las órdenes de Alfred Rosenberg. En enero de 1943, la brigada contaba con 9.828 hombres, la unidad acorazada de la brigada tenía un KV-2, dos T-34, tres BT-7 y dos tanques ligeros BT-5, además de tres automóviles blindados (un BA-10 y dos BA-20). En la primavera de 1943, la estructura de la brigada fue reorganizada, existiendo cinco regimientos creados con tres batallones cada uno, un batallón antiaéreo (que contaba con tres piezas antiaéreas y cuatro ametralladoras pesadas), y una unidad blindada. Un batallón de "guardia" fue creado al margen; fuerza de la brigada se estimaba en 12 000 hombres en total.
Antes de la Operación Ciudadela, la masiva ofensiva para destruir el saliente de Kursk que se desarrolló entre mayo y junio de 1943, la brigada participó en la Operación Zigeunerbaron ("barón gitano"), junto con otras unidades alemanas.
Tras esta operación, la unidad participó en acciones similares como Freischütz y Tannenhauser. La brigada, junto con otras unidades bajo mando alemán, estuvo involucrada en acciones contra los partisanos y también tomó parte en las operaciones de represalia contra la población civil.
En el verano de 1943, la brigada comenzó a sufrir importantes deserciones debido en parte a las recientes victorias soviéticas y a los esfuerzos de los partisanos de "convertir" a todas las tropas de Kaminski que fuera posible. Como parte de estos esfuerzos, se hicieron varias acciones contra la vida de Kaminski. En cada ocasión, Kaminski evitó la muerte y castigó a los que conspiraron con la ejecución. Varios oficiales alemanes que pasaron por Lókot afirmaron haber visto cuerpos colgando de la horca en las puertas de la sede de Kaminski. Ante el temor de una crisis en el mando, el personal de enlace alemán entró a formar parte del cuartel general de Kaminski para reestructurar la brigada y devolver la estabilidad a la unidad.
En ese momento, la fuerza de la brigada se estimaba en 8.500 hombres. La unidad acorazada contaba con un KV-2 pesado, cuatro T-34 medios, tres tanques ligeros BT-5, un tanque anfibio T-37, un coche blindado (BA-10) y dos vehículos blindados.
Tras el fracaso de la Operación Ciudadela, las contraofensivas soviéticas obligaron a la brigada junto a los familiaries de sus componentes, a huir con los alemanes en retirada. El 29 de julio de 1944, Kaminski dio órdenes para la evacuación de las propiedades y las familias de los miembros de la brigada RONA y autoridades Lókot. Hasta 30 000 personas (entre 10 000 y 11 000 de ellos miembros de la brigada) fueron trasladados por los alemanes a la zona de Lepel en Vítebsk (Bielorrusia) a finales de agosto de 1943. Según estimaciones soviéticas de la posguerra, hasta 10 000 civiles murieron a manos de la unidad al mando de Kaminski.

### En Bielorrusia
Durante la retirada, las deserciones de la brigada se incrementaron en gran medida, y toda la unidad parecía que iba a desintegrarse. Cuando el comandante del Segundo Regimiento, Mayor Tarásov, decidió unirse a los partisanos con todo su regimiento (se le ofreció amnistía si todo su regimiento se unía a los partisanos), Kaminski voló a la sede de Tarásov y, de acuerdo con una de las versiones, lo estranguló a él y a otros ocho delante de sus hombres. A pesar de la amenaza de las represalias, hasta 200 hombres desertaron dentro de los dos días siguientes. A principios del mes de octubre de 1943, el brigada había perdido dos terceras partes del personal, manteniendo en dotación doce tanques (ocho de ellos T-34), y varias piezas de artillería que incluían una de 122 mm, tres de 76 mm y ocho de 45 mm.
La brigada finalmente se estableció en Lepel, en la zona de Vítebsk. Esta zona fue invadida por los partisanos, y la brigada participó en duros combate en esta área durante el resto del año.
El 27 de enero de 1944, Himmler recompensó los "logros" de Kaminski con la Cruz de Hierro de Segunda Clase y, en el mismo día, la Cruz de Hierro de Primera Clase.
El 15 de febrero de 1944, Kaminski emitió una orden para la ubicación de la brigada y la administración más al oeste de la zona de Dzyatlava en la zona occidental de Bielorrusia.

### Volksheer-Brigade
En este punto, las filas de la brigada fueron repuestas por la adición de las fuerzas de policía de Bielorrusia. En marzo de 1944, la brigada fue renombrada Volksheer-Brigada Kaminski. El 11 de abril de 1944, se adjuntó la unidad a la SS-Kampfgruppe von Gottberg, de la que también formaba parte la famosa unidad de Dirlewanger, y participó en una serie de operaciones anti-partisanas:
- Regenschauer (hasta 7000 partisanos reportados como muertos)
- Frühlingsfest (7011 partisanos reportados como muertos y 1.065 armas capturadas)
- Kormoran (7697 partisanos reportados como muertos y 325 armas capturadas).

Durante estas operaciones civiles locales fueron fusilados como "presuntos guerrilleros" o deportados como esclavos y sus aldeas incendiadas.

### Waffen-Sturm-Brigade
En junio de 1944, la brigada fue encuadrada como parte de las Waffen-SS. Con su traslado a la Waffen-SS, la brigada fue renombrada como Waffen-Sturm-Brigada RONA y Kaminski se le dio el rango de las Waffen-Brigadeführer der SS, siendo el único mando con tal rango.
Como consecuencia de la Operación Bagratión, las actividades anti partisanas de la brigada fueron suspendidas y el personal (entre 6000 y 7000, algunas fuentes dan entre 3000 y 4000) incorporados desde el campo de entrenamiento de las SS en Neuhammer y se hicieron planes para la creación de una nueva División SS no alemana bajo la denominación 29.ª Waffen-Grenadier-Division der SS (russische Nr.1) basada en la brigada por una orden emitida el 1 de agosto de 1944. El mismo día, Kaminski recibió el rango de Waffen-Brigadeführer y General-Mayor de las Waffen-SS.

### Varsovia
El Levantamiento de Varsovia, que comenzó el 1 de agosto de 1944, cambió los planes de Himmler. El 4 de agosto de 1944, un regimiento de la brigada recibió la orden de ayudar a aplastar la sublevación. El SS-Gruppenführer Heinz Reinfarth fue puesto al frente del Kampfgruppe Reinfarth, una unidad de pacificación compuesta por la unidad de Kaminski junto con la Dirlewanger y otros Ordnungspolizei y unidades de la SS de retaguardia. Himmler pidió personalmente la asistencia de Kaminski, que reunió una fuerza operativa de 1700 hombres solteros que fueron enviados a Varsovia organizado como regimiento mixto bajo el mando del jefe de Estado mayor de la brigada de Kaminski, SS-Sturmbannführer Iván Frolov. Frolov declaró que el regimiento llegó a tener hasta 1600 hombres y 7 piezas de artillería y morteros 4 en 1945. Algunas fuentes indican que contaban con cuatro tanques T-34, un SU-76 y algunas piezas de artillería.
A la fuerza de Kaminski se le encomendó la tarea de limpiar el barrio Ochota, defendido por 300 polacos mal armados. El ataque fue planeado para la mañana del 5 de agosto, pero cuando llegó el momento, no se pudo encontrar a los hombres de la unidad que se encontraban saqueado casas abandonadas en la retaguardia. El ataque finalmente se puso en marcha poco antes del mediodía pero no se desarrolló como estaba planeado ya que la brigada sólo avanzó 275 metros antes de caer la noche ya que los hombres no tenían ni formación ni experiencia previa en combate urbano (era la primera vez que muchos de ellos veían una gran ciudad) por lo que los combates fueron mal y sufrieron muchas bajas. Durante la operación se produjeron miles de asesinatos y violaciones de civiles a manos de los hombres de las SS RONA durante la conocida como la masacre de Ochota. A mediados de mes, la unidad fue trasladada hacia el sur, hasta el sector de Wola, pero no le fue mejor que en Ochota. En un combate, una subunidad había detenido su avance para saquear un edificio capturado en primera línea, circunstancia que fue aprovechada por los polacos para rodearlos y destruirlos.
El 27 de agosto, el mando alemán decidió que la brigada era poco fiable y demasiado indisciplinada. En casi un mes de combates, la unidad aún no había logrado ninguno de sus objetivos principales. El comandante alemán en Varsovia, SS-Obergruppenführer Erich von dem Bach-Zelewski, declaró en juicios de la posguerra que «la unidad no tenía ningún valor militar en combate, ni los soldados ni los oficiales tenían ni siquiera un atisbo de comprensión táctica. Vi a los hombres de Kaminski transportando carretas enteras de joyas, relojes de oro y piedras preciosas robadas. La captura de un cargamento de licor era más importante para la brigada que la toma de un puesto de mando de la misma calle. Cada asalto se detenía al instante, ya que después de tomar el objetivo, la unidad se dispersaba para el saqueo como una horda.» El propio Kaminski participó en el saqueo en Varsovia, afirmando que estaba recogiendo para su "Fondo Ruso de Liberación". Mayor General Günter Rohr, comandante del sector sur de Varsovia, exigió que la brigada fuera retirada de su mando. Bach-Zelewski aceptó ya que la unidad era un problema que estaba entorpeciendo sus esfuerzos para reprimir el levantamiento. Tan pronto como estuvieron disponibles unidades de reemplazo, la unidad de Kaminski fue sacada de la primera línea tras perder unos 500 hombres durante los combates en Varsovia.
Los voluntarios de la RONA, diezmados e infames incluso entre las SS, fueron asignados al Bosque Kampinos para ayudar al bloqueo de Varsovia. Durante su estancia en el bosque, la unidad de artillería y uno de sus batallones de infantería fueron repentinamente atacados por 80 partisanos polacos dirigidos por el teniente coronel "Dolina" (Adolf Pilch) mientras se encontraba en el pueblo abandonado de Truskaw. Cerca de 100 hombres rusos y alemanes de las SS murieron en el asalto esa medianoche. El resto del batallón, que en el momento del ataque estaban borrachos, huyeron en desbandada, abandonando sus armas mientras huían. En Truskaw, el 1.er regimiento perdió a toda su artillería y gran parte de los objetos robados en la ciudad. De acuerdo con algunas fuentes polacas, 250 hombres del RONA murieron durante la noche del 2 al 2 de septiembre en la incursión en Truskaw, y 100 más en el ataque contra la aldea de Marianów la noche siguiente. Un diario capturado a un soldado de la brigada Kaminski juerto en Truskaw, Iván Vashenko, fue publicado en Polonia en 1947.
Mientras su unidad se encontraba en Varsovia, Kaminski fue llamado a Lodz para asistir a una conferencia de comandantes. Nunca llegó a ella. Oficialmente, se atribuyó a los partisanos polacos una presunta emboscada en la que Kaminski y algunos funcionarios RONA (incluyendo brigada jefe de Estado Mayor de las Waffen - Obersturmbannführer Ilya Shavykin) fueron asesinados. Algunas fuentes afirman que fue juzgado por un tribunal militar y luego fusilado, otras fuentes sostienen que fue capturado por la Gestapo y asesinado.
La muerte de Kaminski y la falta de fiabilidad de sus tropas como unidad de combate llevaron los planes de expansión de la Brigada Kaminski a una división a su fin. Tras la muerte de Kaminski, su unidad fue puesta bajo el mando del SS-Brigadeführer y Generalmajor der Polizei Christoph Diehm.

### Eslovaquia
A medida que la línea del frente se acercaba otra vez, los restos de la brigada y refugiados civiles que les acompañan debieron ser evacuados a Hungría, pero el inicio de la Insurrección nacional eslovaca dejaron detenidos los ferrocarriles cerca de Racibórz en el sur de Polonia.
Del 27 de septiembre de 1944, la brigada se encontraba bajo el mando del SS-Gruppenführer und Generalleutnant der Waffen-SS und Polizei Heinrich Friedrich Johann Jürs. En octubre, después de la inspección del personal de la brigada en el Raum Kattowitz, los alemanes decidieron absorber los restos de la brigada de Kaminski en el Ejército Ruso de Liberación del general Andréi Vlásov.

### Disolución
A partir noviembre de 1944, los restos de la brigada (algunas fuentes estiman su fuerza hasta en 2000 hombres) fue enviada al campamento de entrenamiento militar Münsingen, para formar parte de la 600.ª División de Infantería (russisch) del Ejército Ruso de Liberación de Andréi Vlásov. El ex RONA formó uno de los regimientos de la división. Los civiles que les acompañaban fueron enviados a trabajar en Pomerania.

### Después de la guerra
Tras el final de la Segunda Guerra Mundial en Europa, algunos de los antiguos miembros de Rona y personal de Lókot fueron repatriados por los aliados occidentales a la Unión Soviética. A finales de 1946, un tribunal militar de la URSS condenó a Iván Frolov y varios más a muerte. En los años 1950 y 1960, en la URSS se encontraron docenas de otros exmiembros algunos de los cuales fueron condenados a muerte. El último miembro del personal de Lókot/RONA, responsable de más de un millar de asesinatos, fue encontrada en 1978 y condenada a muerte. Se llamaba Antonina Makárova y había fusilado a 1.500 personas.

## Insignias
- 1942 - Brazaletes blancos con una cruz de San Jorge.
- A partir de mayo de 1943 - insignia en el brazo con escudo blanco con bordes de color rojo con la cruz de San Jorge negro. En la parte superior de una abreviatura "POHA" amarillo. Algunas fuentes señalaron que la esvástica nazi también apareció en la bandera de la brigada.

## Comandantes
- Konstantín Voskobóinik (16 de octubre de 1941 - 8 de enero de 1942)
- Bronislav Kaminski (enero de 1942 - marzo de 1942)
- Burgermeister Bronislav Kaminski (marzo de 1942 – julio de 1942)
- Ober-Burgermeister Bronislav Kaminski (julio de 1942 – agosto de 1943)
- Bronislav Kaminski (agosto de 1943 - junio 1944)
- Waffen-Brigadeführer der SS Bronislav Kaminski (17 de junio de 1944 - 31 de julio de 1944)
- Waffen-Brigadeführer and General-Major of Waffen-SS Bronislav Kaminski (1 de agosto de 1944 - 18 (posiblemente 28) de agosto de 1944)
- SS-Brigadeführer Christoph Diehm (20 de agosto de 1944 – 27 de septiembre de 1944)
- SS-Gruppenfьhrer und Generalleutnant der Polizei Heinrich Jürs (27 de septiembre de 1944 – octubre de 1944)